# یواس‌اس آلاباما (اس‌اس‌بی‌ان-۷۳۱)
یواس‌اس آلاباما (اس‌اس‌بی‌ان-۷۳۱) (به انگلیسی: USS Alabama (SSBN-731)) یک زیردریایی است که طول آن ۵۶۰ فوت (۱۷۰ متر) می‌باشد. این زیردریایی در سال ۱۹۸۴ ساخته شد.